# ヨーロッパオウギハクジラ
ヨーロッパオウギハクジラ（ヨーロッパ扇歯鯨、Mesoplodon bidens）は、ハクジラ亜目アカボウクジラ科オウギハクジラ属に属する小型のクジラである。

## 名称・分類

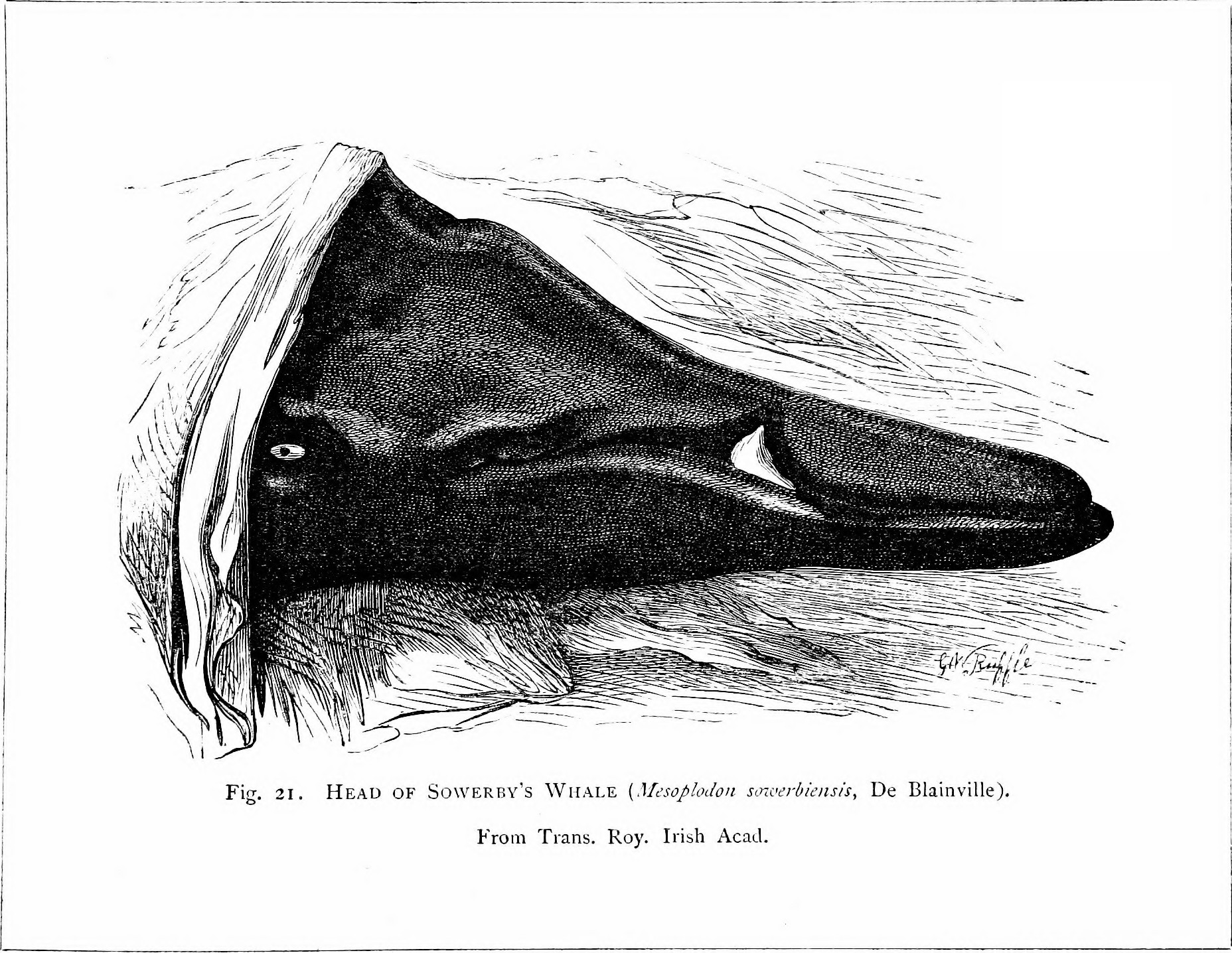
頭部の模写（1881年）。

オウギハクジラ属としては最初に新種として報告された種である。
種小名の「bidens」は下顎にある特徴的な2本の歯に由来する。当初はヨーロッパオウギハクジラに固有の特徴であると考えられていたが、現在ではオウギハクジラ類一般に見られる特徴であることがわかっている。
英名の「Sowerby's」は、本種を新種として報告したイギリスの博物学者であるジェームズ・サワビーに由来する。
他の英名としては、「North Atlantic Beaked Whale」や「North Sea Beaked Whale」などが知られる。

## 形態

ヒトとの大きさの比較。

ヨーロッパオウギハクジラはオウギハクジラ類としては典型的な体躯をしている。成体の体長は雄が5メートル、雌が5.5メートル程度であり、体重は1,000 - 1,300キログラムである。産まれた直後の体長は2.4 - 2.7メートル、体重は190キログラムほどである。
雄の特徴である下顎の2本の歯は、口吻の先端から30cmほどの奥まった場所に位置し、口を閉じていても外から見ることができる。口吻はやや長く、頭部のメロンは少し膨らみ、噴気孔はそのすぐ背側にある。背鰭は小さく、尾鰭には切り込みが無い。
体色は全身が灰色であるが、腹側は明るい灰色である。
ダルマザメによる噛み傷や、雄の場合には別の雄と争った際の歯の跡などがあることも多い。

## 生態

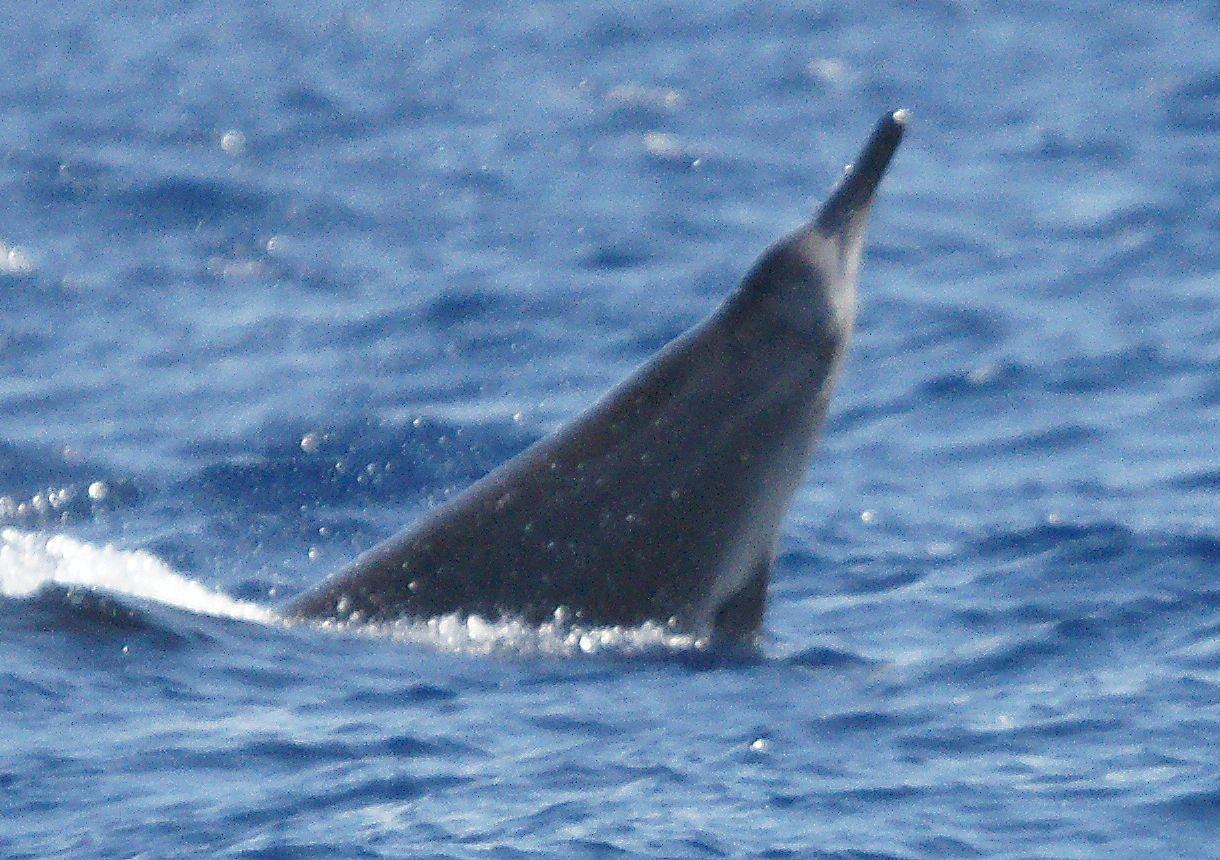
ブリーチングをする個体。

雄、雌、子供で構成される8頭から10頭程度の小さな群を成して行動することが多い。
集団座礁（マスストランディング）することも知られている。
主にイカを食べると考えられているが、解剖によってタラを食べることもわかっている。
30分近く潜水可能であることが知られている。
妊娠期間は約1年である。
上述の通り、繁殖期には雄同士が争いを行うと思われる。

## 生息域

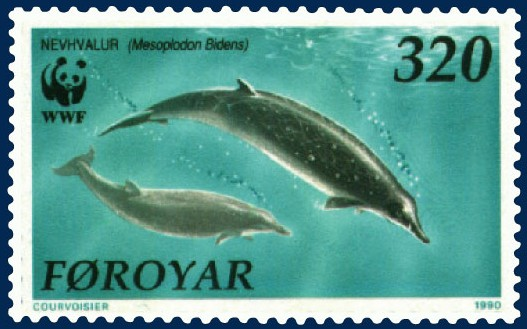
フェロー諸島の切手に描かれた本種。

北大西洋に棲息し、アカボウクジラ科では最も北に分布する種であり、北大西洋のやや寒冷な海域、西側はアメリカマサチューセッツ州のナンタケット島からカナダのラブラドール地方にかけて、東側はマデイラ諸島からノルウェー海、北はアイスランド近海にかけての海域に棲息する。
水深200から1,500メートル程度の海域を好む。

## 保護
全生息数は不明であり、IUCNのレッドリストでは「情報不足」に分類されている。
以前はノルウェーによって少数が捕鯨の対象となっていたが、近年では捕獲されていない。
漁網などによる混獲の被害の報告が少数あるが、種の存続を脅かすほどの影響はないと考えられている。